# 외동아들 김승기
외동아들 김승기는 대한민국의 가수이며, 나이 및 생일은 밝혀지지 않았다.

## 발매 앨범
- 2024년 11월 23일 - 《외동아들》
- 2024년 12월 20일 - 《전야제》 (싱글 앨범)
- 2025년 1월 17일 - 《오이》 (싱글 앨범)
- 2025년 7월 13일 - 《Voyager》